# Kibenga (periodiskt vattendrag i Burundi, Ruyigi)
Kibenga är ett periodiskt vattendrag i Burundi.   Det ligger i provinsen Ruyigi, i den centrala delen av landet, 120 kilometer öster om huvudstaden Bujumbura.
Omgivningarna runt Kibenga är en mosaik av jordbruksmark och naturlig växtlighet. Runt Kibenga är det ganska tätbefolkat, med 155 invånare per kvadratkilometer.